# مورمور شدن

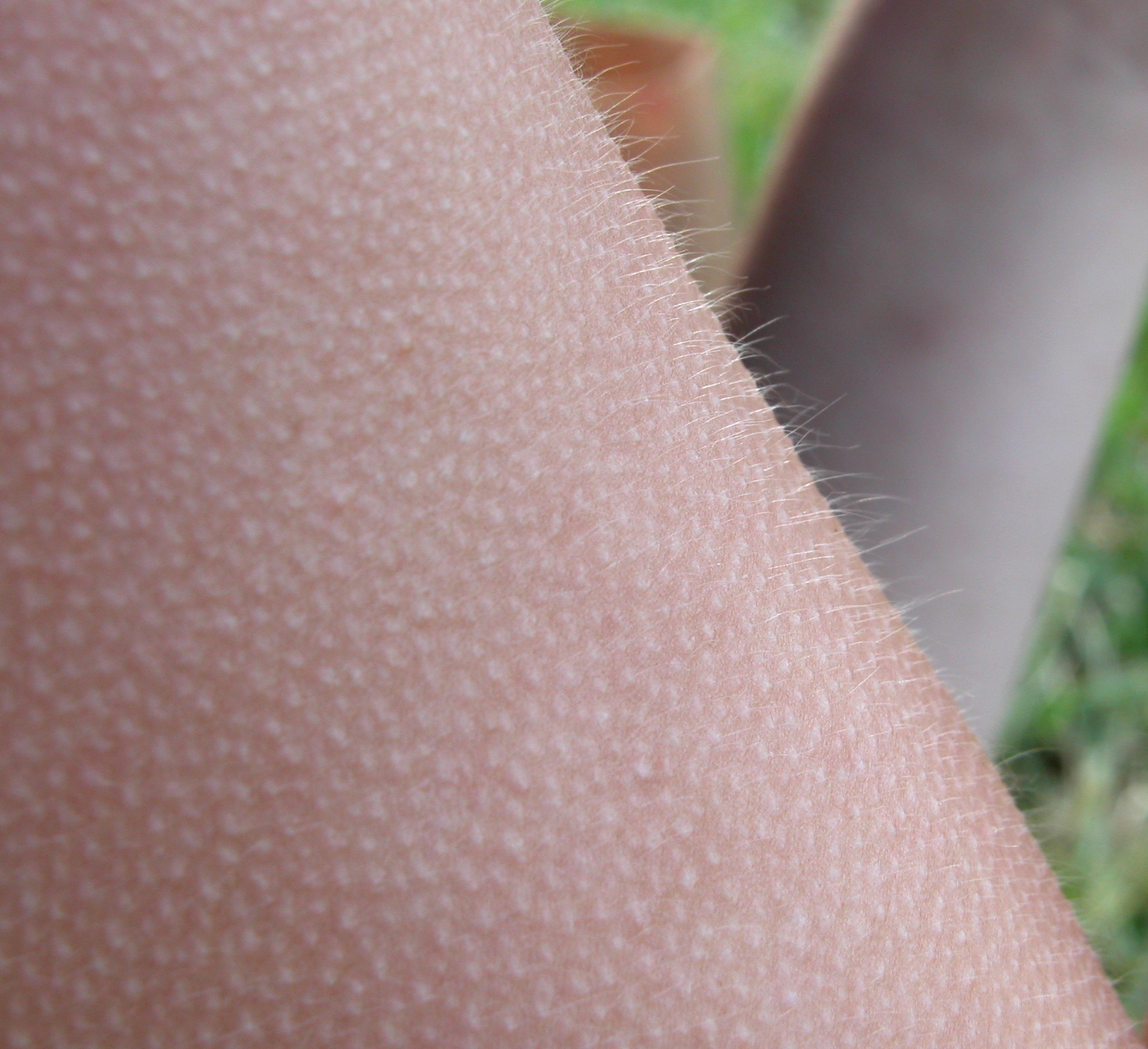
تغییرات فیزیکی مورمور شدن

مورمور شدن (به انگلیسی Frisson) که در فرهنگ غربی به لرزهای زیبایی یا ارگاسم پوستی معروف است نوعی پاسخ روانی به صورت پاداش نسبت به اصوات و تصاویری است که ایجاد تحریکات ملایم یا نوعی خواب‌رفتگی می‌کند (به صورت لرز یا سوزن سوزن شدن پوست).
این حس بسیار کوتاه است و زمان زیادی پایدار نمی‌ماند. همچنین این حس می‌تواند با تحریک موهای بدن (سیخ شدن موها) همراه باشد.
مورمور شدن ممکن است در دامنه‌های مختلف موسیقی یا دماهای مختلف محیط متغیر باشد. ‌برای مثال، این تجربه در اتاق‌های سرد مخصوص پخش موسیقی یا سینماها افزایش میابد.